# Auslandsaufenthalt
Unter einem Auslandsaufenthalt (auch häufig, z. B. im Schweizer Hochdeutschen, ohne Fugen-s) versteht man jeden Aufenthalt außerhalb des Heimatstaates, unabhängig davon, ob er nur einige Stunden oder mehrere Jahrzehnte dauert.

## Begriff
Im engeren Sinne versteht man unter einem Auslandsaufenthalt einen längerfristigen Aufenthalt im Ausland zu beruflichen Zwecken, z. B. Ausbildung (Studium, Fortbildung), Konferenzen, Arbeitseinsatz (z. B. Auslandsentsendung, Militär, Freiwilligendienste oder Aupair) oder zu privaten Zwecken, wie der Besuch von Verwandten.

## Rechtliches
Kurzfristige Auslandsaufenthalte sind nach dem Schengenrecht solche, mit einer Aufenthaltsdauer bis zu neunzig Tagen innerhalb der zurückliegenden 180 Tage. Ähnliche Regelungen und Zeiträume existieren in anderen Ländern. Der Zweck solcher Aufenthalte ist im Schengenraum nicht vorgegeben, so dass es sich z. B. um Einkaufsfahrten in das benachbarte Ausland wie auch Urlaube oder Bildungsreisen in das Ausland handeln kann. Auch Geschäftsreisen sind möglich, jedoch sind die erlaubten Möglichkeiten zur Ausübung einer Erwerbstätigkeit eingeschränkt, vgl. für Deutschland § 17. Während diese Grenzübertritte innerhalb der EU-Mitgliedstaaten nahezu problemlos verlaufen, benötigt man bei Auslandsaufenthalten in anderen Staaten einen Aufenthaltstitel wie ein Visum oder eine Aufenthaltserlaubnis. Nähere Auskünfte erhält man bei den Botschaften bzw. den Konsulaten der einzelnen Länder oder über das IATA Travel Centre. 
Bei längerem Aufenthalt im Ausland ist man im Allgemeinen verpflichtet, diesen beim Einwohnermeldeamt anzuzeigen. In der Schweiz ist ein Auslandsaufenthalt länger als ein Jahr für Männer verboten, wenn die Person die Rekrutenschule noch nicht absolviert hat. Zuwiderhandlungen können mit Gefängnis bestraft werden.
Oft werden Auslandsaufenthalte in den Reisepass eingetragen. Solche Eintragungen können bei einem weiteren geplanten Aufenthalt in einem dem zuvor eingetragenen Land feindselig gegenüberstehenden Staat verhindern. Korrespondenten von Zeitungen und Medien, welche oft längere Zeit zur Berichterstattung im Ausland verbringen, besitzen deshalb in der Regel mehrere Pässe.
Während eines Aufenthalts im Ausland bleibt – mit einigen Ausnahmen – das aktive Wahlrecht aufrecht.
EU-Bürger haben bei Auslandsaufenthalten innerhalb der Europäischen Union (EU) Zugang zu den nationalen Sozialversicherungssystemen, und im EU-Ausland zurückgelegte Warte- und Anrechnungszeiten werden im Inland anerkannt. Bei Auslandsaufenthalten kommen weitere Vorkehrungen in Frage, etwa eine Auslandskrankenversicherung, eine Anwartschaftsversicherung bei einer privaten Krankenversicherung bzw. im Falle einem Wohnsitzes oder gewöhnlichen Aufenthalts außerhalb der EU-/EWR-Staaten bei der gesetzlichen Krankenversicherung, sowie eine freiwillige Weiterversicherung gegen Arbeitslosigkeit während einer Beschäftigung außerhalb der EU oder assoziierten Staaten.

## Persönliche Weiterentwicklung
Ein Auslandsaufenthalt hat eine besondere Bedeutung für die persönliche Weiterentwicklung und Sammlung von Lebenserfahrung neben dem evtl. Erwerb erweiterter Fachkenntnisse in der fremden Sprache. Die Konfrontation mit einer fremden Kultur, anderen Sitten und dem notwendigen Gebrauch einer anderen Sprache im täglichen Leben lassen die eigenen Werte und Normen in einem anderen Licht erscheinen. Für das berufliche Fortkommen sind solche Erfahrungen von großem Wert. Soziologen sprechen auch von einem transkulturellen Humankapital, das allgemeiner durch Herkunft, Bildungswege und Freizeitverhalten erworben werden kann und sich ausdrückt in Fremdsprachenkenntnissen, interkultureller Kompetenz und einer kosmopolitischen Einstellung.
So zeigte eine 2013 veröffentlichte Studie, wie sich die Persönlichkeit von Studenten nach einem Auslandssemester zum Positiven verändert hatte. Die Studie basierte auf einer Untersuchung grundlegender Merkmale, die häufig auch als Big Five bezeichnet werden (Offenheit, Verträglichkeit, Neurotizismus, Extraversion und Gewissenhaftigkeit). Die Studenten wurden durch den Auslandsaufenthalt offener für Erfahrungen, sozial verträglicher und emotional stabiler. Sie wurden hingegen nicht geselliger und auch nicht gewissenhafter. Dabei wurden die Veränderungen auf die intensiven internationalen Kontakte zurückgeführt.
Noch im 18. und 19. Jahrhundert gehörte ein oder mehrere Auslandsaufenthalte, auch als Grand Tour bezeichnet, zum Bildungsideal. Zahlreiche Philosophen und Dichter nutzten diese Aufenthalte auch zu literarischen Zwecken.